# Епланта
Епланта (фр. Esplantas) насеље је и општина у централној Француској у региону Оверња, у департману Горња Лоара која припада префектури Пиј ан Веле.
По подацима из 2011. године у општини је живело 99 становника, а густина насељености је износила 9,52 становника/km². Општина се простире на површини од 10,4 km². Налази се на средњој надморској висини од 1063 метара (максималној 1.142 m, а минималној 962 m).

## Демографија
| 1962. | 1968. | 1975. | 1982. | 1990. | 1999. | 2011. |
| ----- | ----- | ----- | ----- | ----- | ----- | ----- |
| 190   | 192   | 159   | 119   | 99    | 95    | 99    |

График промене броја становника у току последњих година